# سوافهام بالبک
سوافهام بالبک (به انگلیسی: Swaffham Bulbeck) یک روستا و محله مدنی در بریتانیا است که در کمبریج‌شر شرقی واقع شده‌است. سوافهام بالبک ۸۲۶ نفر جمعیت دارد.